# 귀부

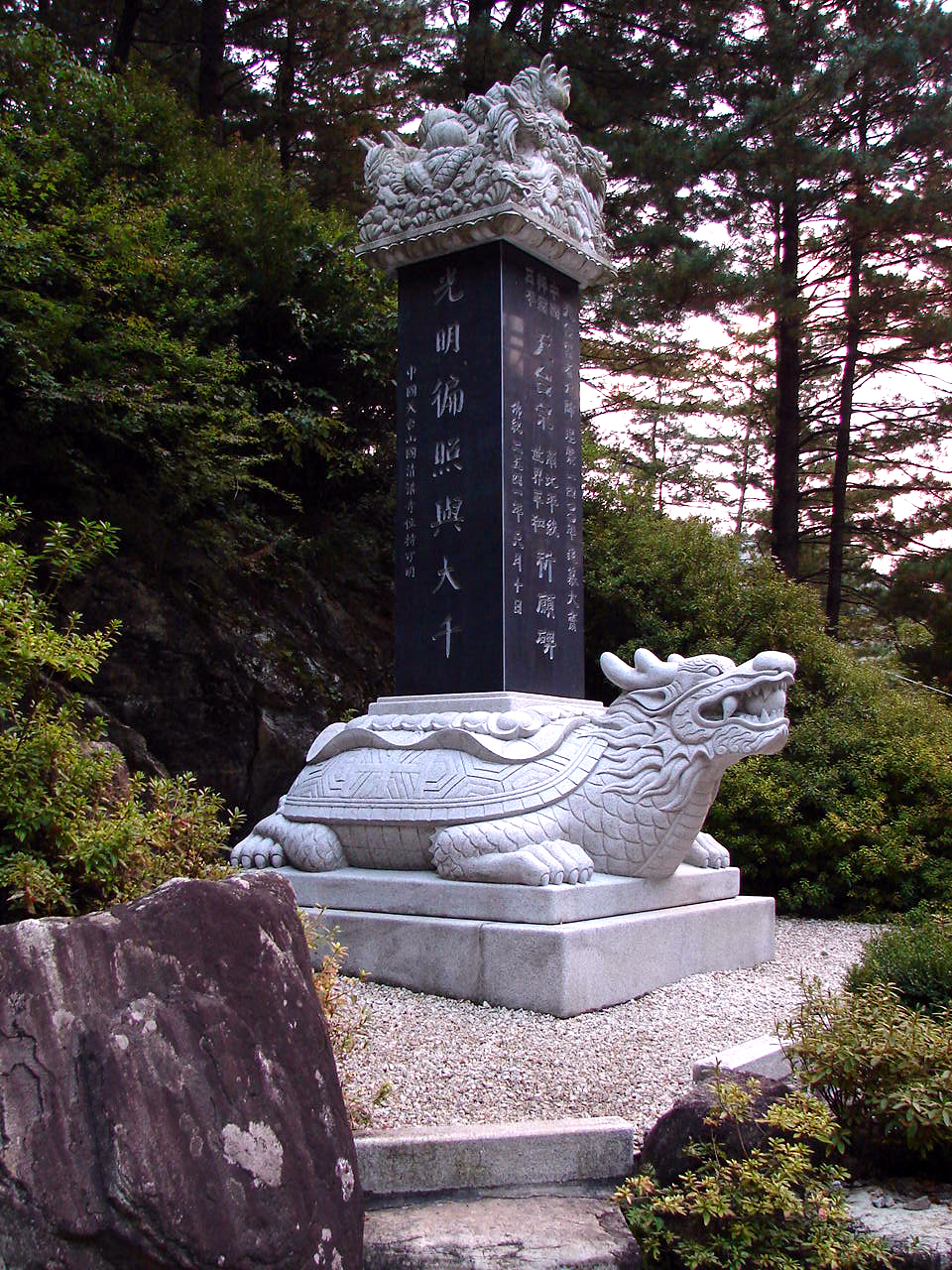
단양 구인사 세계평화 기원비 (1997)

귀부(龜趺)는 거북 모양을 한 석비의 받침돌을 말한다. 이는 중국 전설 속의 비희(贔屭)가 유래인데, 비희는 용왕의 아홉 자식 중 하나로 거북의 등딱지에 용의 몸을 하고 있으며 무거운 것을 짊어지는 것을 좋아한다고 전해진다.

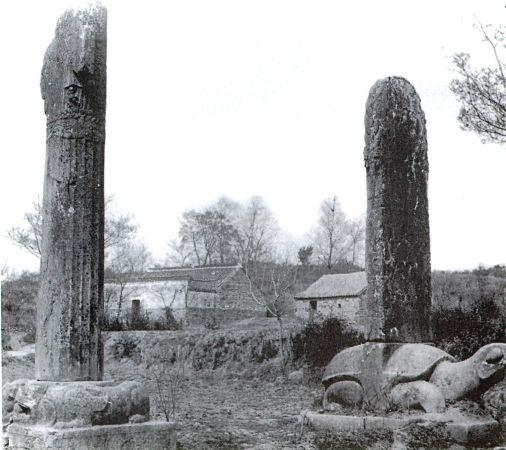
안성강왕(安成康王) 소수(蕭秀)의 무덤에 있는 비 (6세기)
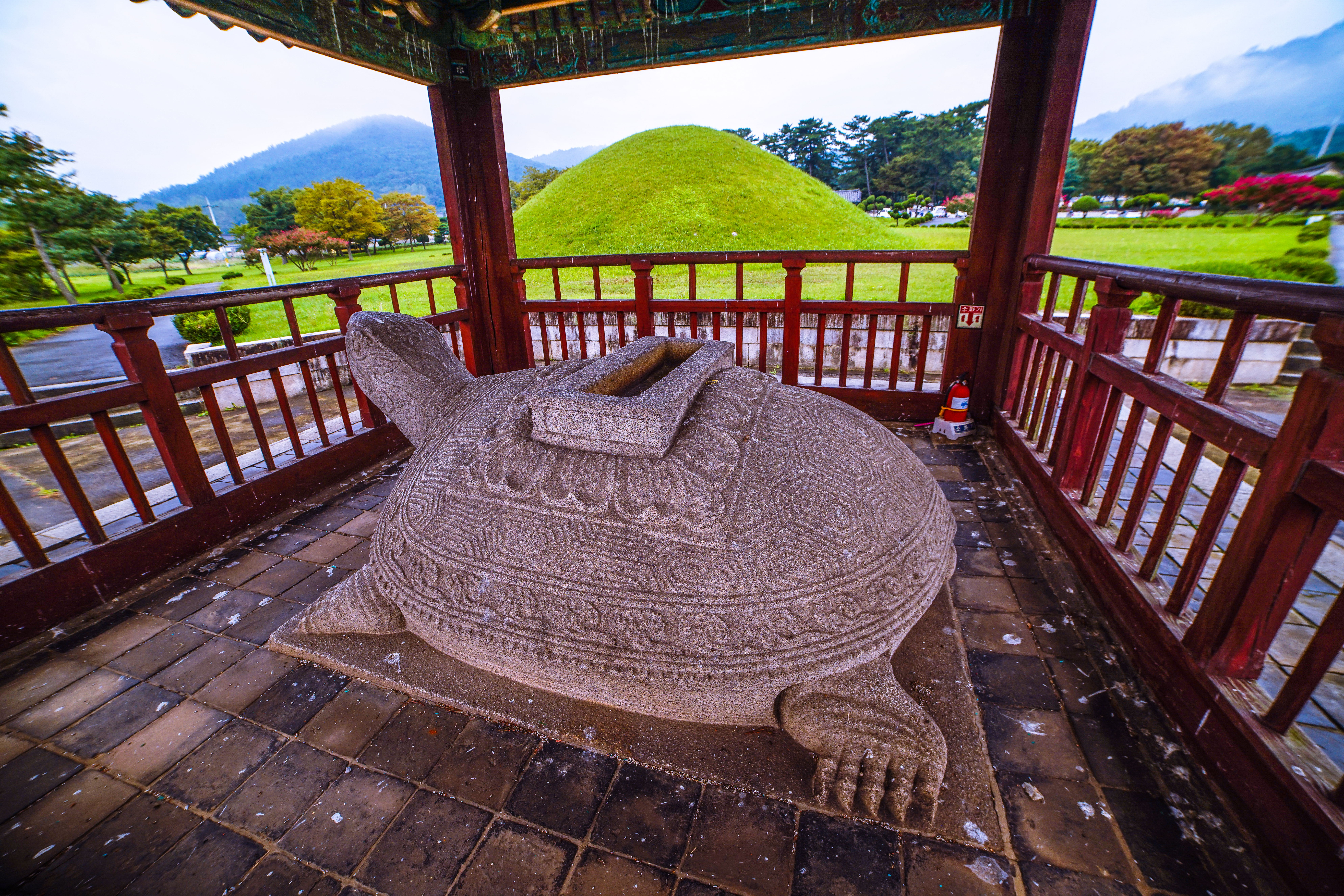
경주 서악동 귀부 (7~8세기)
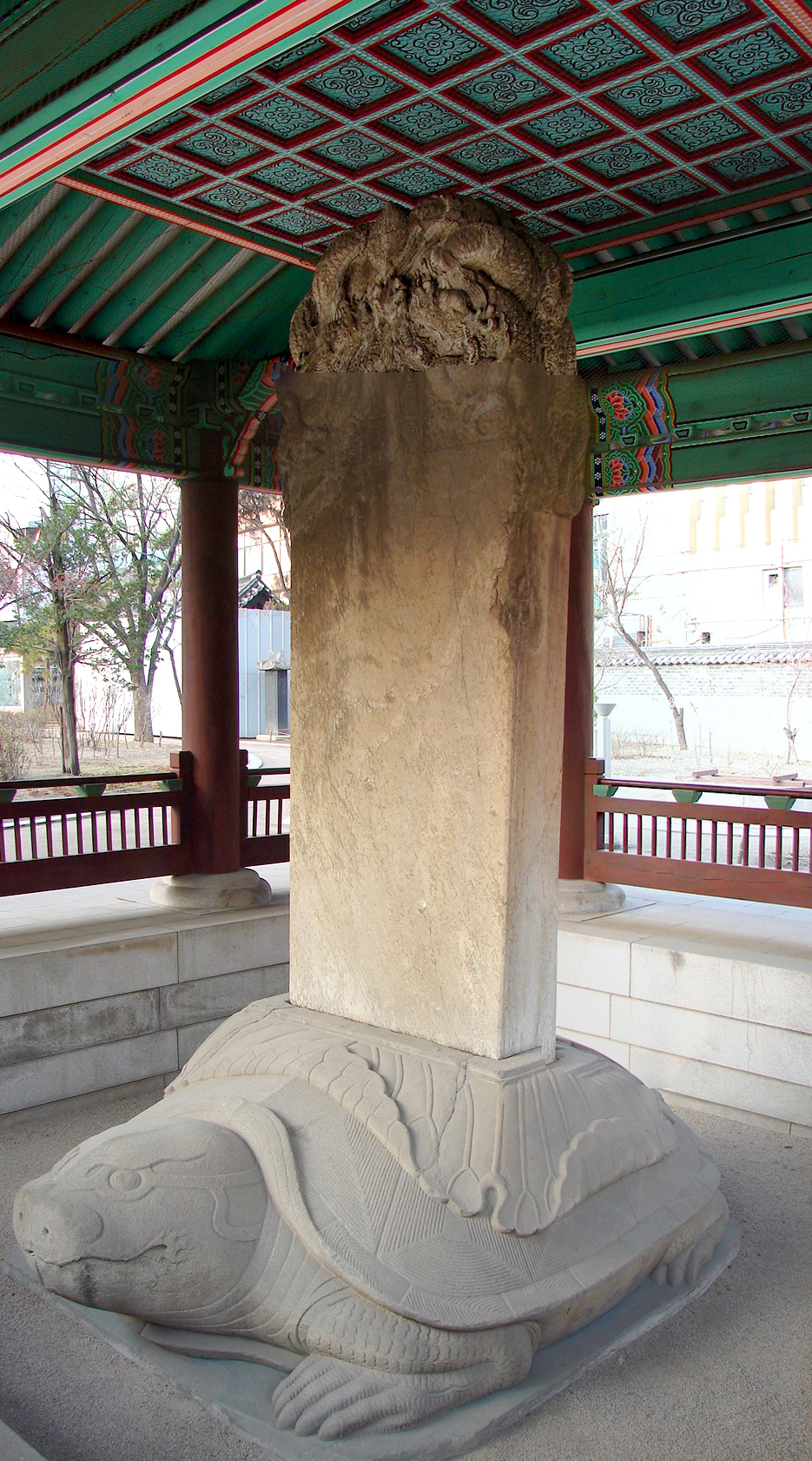
서울 탑골 대원각사비 (1471)
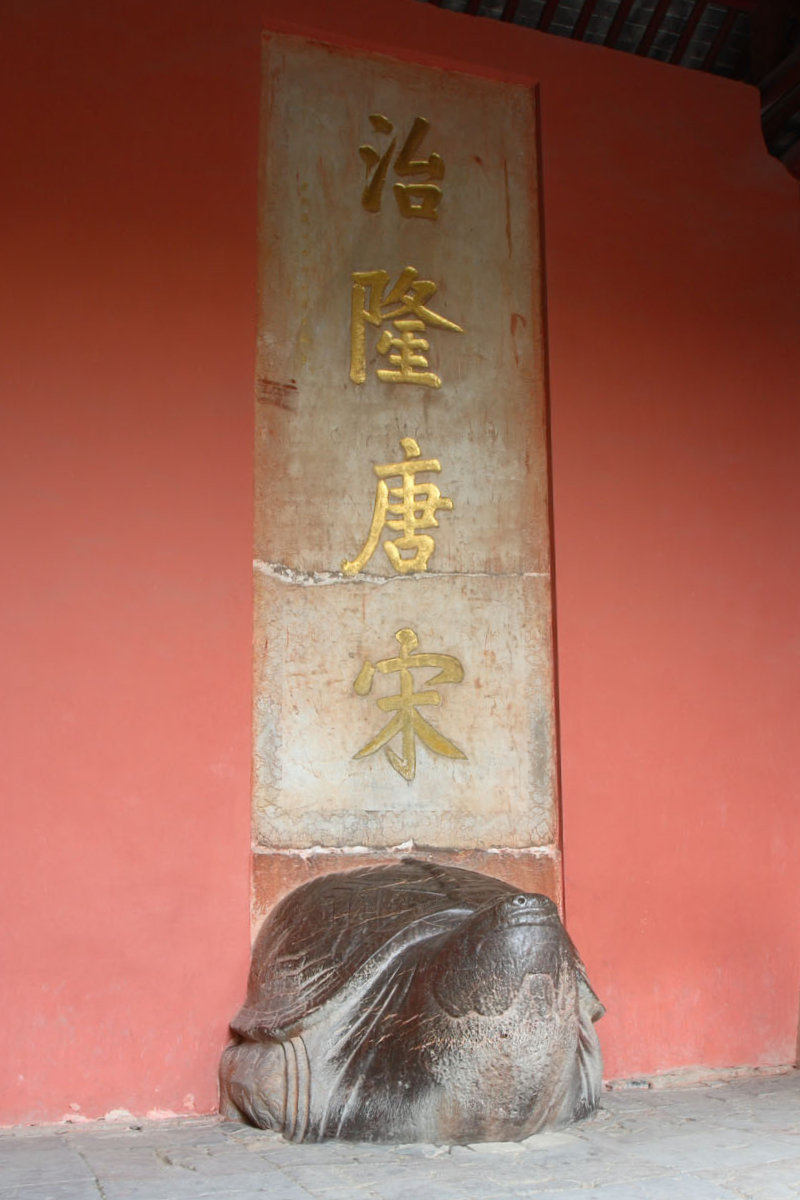
명효릉의 강희제 어필 비전 (1699)

## 같이 보기
- 중국의 용